# Сангирцы
Сангирцы (сангиры, сангихе) — народ, составляющий основное население индонезийского острова Сангир и часть населения архипелага Талауд у северной оконечности Сулавеси. Сангирцы близки с таким народом, как талаудцы. Общая их численность составляет 210 тыс. чел.

## Язык
Говорят на сангирском, талаудском и индонезийском языках, а также их диалектах, которые принадлежат австронезийской языковой семье.

## История
В XVI веке тернатцы подчинили себе сангирцев. Они также были захвачены испанцами и голландцами, пришедшими позднее, из-за чего до сих пор в сангирском языке сохраняется лексика, заимствованная из испанского языка. Только в 1949 году народ сангихе воссоединился с Индонезией.

## Религия
Сангирцы исповедуют протестантизм, находясь при этом под сильным влиянием минахасов.

## Быт и хозяйство
Сангирцы занимаются рыболовством, земледелием (основные культуры - клубнеплоды, корнеплоды, бананы, саго). В источниках часто упоминается и выращивание культуры таро, которая возделывалась на склонах гор и близ рек (Boomgaard 2003: 588). Чтобы защитить выращиваемые плоды кокосов от краж, жители о. Сангир вешали маленьких кукол (по-сангирски, urǒ), которые, по преданию, будут "преследовать вора" (Peacock 1896: 399).
Также большое распространение получили лесное производство (промысел ротанга и эбена), кузнечное дело и ткачество. Хозяйство в основном характеризуется ручным трудом. Известно, что основной рацион сангирцев составляет рыба с овощами.
Основные очаги поселений сангирцев располагаются в прибрежных зонах. Раньше их дома возводились на сваях, однако постепенно они вытесняются современными домами, построенными по индонезийскому типу.

## Институт брака
В сангирском обществе, достигшему к XX веку большой плотности, в брак вступали относительно поздно. Исторически сложилась традиция выкупа невесты как важного института общественной организации. Иногда выкуп выглядел в виде целых участков (Henley 2006: 313).